# Виноградов Іван Петрович
Іван Петрович Виноградов (1880–1955) — заслужений лікар РРФСР (1943). Головний хірург блокадного Ленінграда. Головний редактор журналу «Вестник хирургии имени И. И. Грекова».

## Біографія
Народився 24 червня 1880 року.
У 1900 році закінчив Владимирську духовну семінарію і почав навчатися на медичному факультеті Юріївського університету, який закінчив у 1907 році. Почав працювати надштатним ординатором петербурзької «Олександрівської лікарні для робочого населення на згадку про 19 лютого 1861 року»; пройшов у ній шлях до головного лікаря. Також працював у різних шпиталях.
Головний хірург Ленінграда в 1941—1944 роках.
Під час блокади Ленінграда прооперував понад 600 найбільш тяжко поранених та хворих офіцерів.
Похований на Літераторських мостках Волковського цвинтаря. Погруддя на могилі роботи скульпторів Криницької, Мурзіна, Колодіна, Сон (1958).

## Нагороди
- Заслужений лікар РРФСР (15.2.1943)
- орден Леніна (17.04.1940) — за успішну роботу та виявлену ініціативу щодо укріплення обороноздатності нашої країни[4]
- орден Вітчизняної війни I ступеня (14.12.1944)
- орден Червоної Зірки
- медалі.